# Comostola flavifimbria
Comostola flavifimbria är en fjärilsart som beskrevs av W. Warren 1906. Comostola flavifimbria ingår i släktet Comostola och familjen mätare. Inga underarter finns listade i Catalogue of Life.